# Elsa-Marianne von Rosen
Elsa-Marianne von Rosen, née à Stockholm le 21 avril 1924 et morte le 7 septembre 2014, est une danseuse de ballet et chorégraphe suédoise qui a contribué à quelques films.

## Biographie
Née en 1924, fille du comte Reinhold von Rosen (1894-1961), peintre, et d'Elisabeth Österyd, elle a épousé Allan Fridericia en 1950.
Élève au début de Vera Alexandrova, puis de Valborg Franchi et d'Albert Koslowsky, elle a beaucoup travaillé à la maison des concerts de Stockholm, mais également dans des tournées en Afrique, en Espagne et dans les principales capitales d'Europe.
Elle a été assistée dans les années 1980 par Guy-Jocelyn Alizart dans la gestion du Malmö Ballet.
Elle quitte la scène en 2002 et meurt  en 2014.